# 3840 Mimistrobell
3840 Mimistrobell è un asteroide della fascia principale. Scoperto nel 1980, presenta un'orbita caratterizzata da un semiasse maggiore pari a 2,2493130 UA e da un'eccentricità di 0,0823348, inclinata di 3,91800° rispetto all'eclittica.